# Copeland (Kansas)
Copeland es una ciudad ubicada en el de condado de Gray en el estado estadounidense de Kansas. En el año 2010 tenía una población de 310 habitantes y una densidad poblacional de 442,86 personas por km².

## Geografía
Copeland se encuentra ubicada en las coordenadas 37°32′25″N 100°37′49″O / 37.54028, -100.63028 (37.540199, -100.630236).

## Demografía
Según la Oficina del Censo en 2000 los ingresos medios por hogar en la localidad eran de $35,625 y los ingresos medios por familia eran $38,594. Los hombres tenían unos ingresos medios de $31,458 frente a los $21,250 para las mujeres. La renta per cápita para la localidad era de $15,615. Alrededor del 14.8% de la población estaban por debajo del umbral de pobreza.